# John Mackintosh Hall

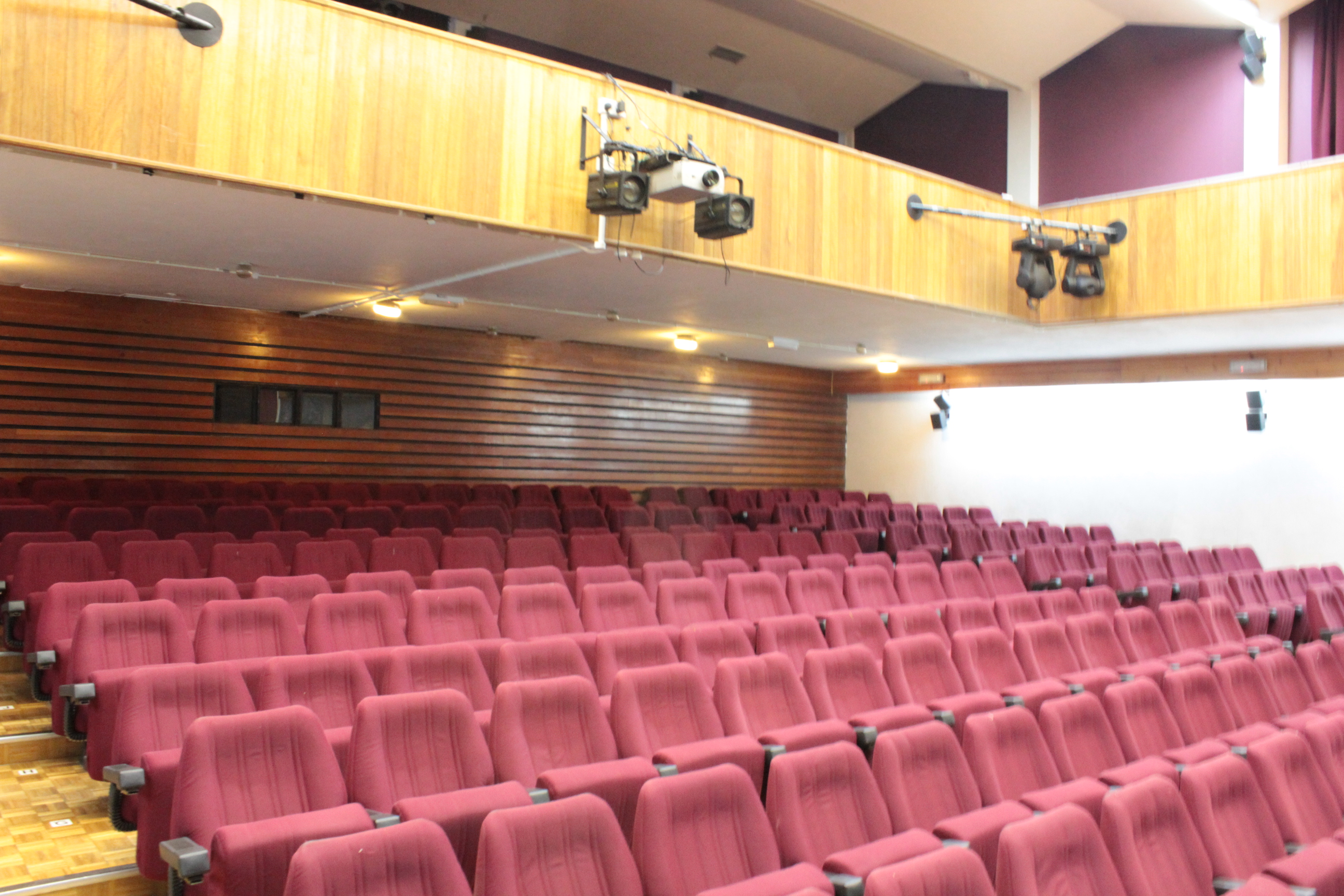
Auditório, John Mackintosh Hall, Gibraltar

mapa de localização, áreas construídas de Gibraltar

O John Mackintosh Hall é o principal centro cultural no território britânico ultramarino de Gibraltar. Consiste em biblioteca pública, teatro, sala de conferências, ginásio e vários espaços polivalentes.

## História
O salão foi construído no local das antigas Grandes Lojas militares, um edifício que havia sido danificado pela explosão em 1951, causada pela RFA Bedenham, que causou 13 vitimas.
O seu nome é uma homenagem ao filantropo gibraltarino John Mackintosh, que doou em testamento um legado para a construção dum local que reforçasse os laços culturais e educacionais entre Gibraltar e o Reino Unido.
Embora originalmente concebido como instituição educacional em benefício da juventude de Gibraltar, ao longo do tempo tem sido adaptado para atender também a vários eventos culturais para adultos.
A biblioteca foi ampliada e o teatro alberga conferências e palestras, além de eventos musicais.